# Piotr Azikiewicz
Piotr Azikiewicz (ur. 21 kwietnia 1995 w Legnicy) – polski piłkarz występujący na pozycji pomocnika. Wychowanek Zagłębia Lubin, w swojej karierze grał także w takich zespołach jak Rozwój Katowice oraz Kotwicy Kołobrzeg. Z reprezentacją Polski do lat 17 zajął miejsca 3-4. na młodzieżowych Mistrzostwach Europy 2012.